# George Simataa
George Simataa (* 21. Februar 1960 in Katima Mulilo, Südwestafrika) ist ein namibischer Politiker der SWAPO. Er war von 2015 bis 2025 Kabinettssekretär.

## Lebensweg
Simataa wuchs in Kabbe, im äußersten Nordosten des damaligen Südwestafrikas, als Sohn eines Lehrers in einer polygamen Großfamilie auf.
Simataa hält ein Diplom in Verwaltungsmanagement der University of Zululand in Südafrika aus dem Jahr 1983. 1991 erhielt er seinen Bachelor in Verwaltung der Universität von Namibia (UNAM) und drei Jahre später einen Honours Degree in öffentlicher Verwaltung der University of South Africa. 1998 erhielt Simataa einen Master in gleicher Fachrichtung der UNAM. 1998 erhielt er als bester Student an der UNAM die Chancellor’s Medal. Im April 2017 bekam Simataa einen Ph. D. der südafrikanischen Rhodes University.
1994 trat Simataa nach 14 Jahren in der Privatwirtschaft in den öffentlichen Dienst ein. Er war zunächst Vizedirektor der namibischen Wahlkommission und wurde ein Jahr später Sonderberater im Rang eines Direktors beim Premierminister. Es folgten weitere Positionen im Büro des Premierministers, ehe Simataa 2005 Generaldirektor für Human Resources bei der Sozialversicherungsbehörde Social Security Commission (SSC) wurde. 2006 wurde er vom Staatspräsidenten in die Kommission für Staatsangestellte berufen. Am 24. März 2015 wurde er von Staatspräsident Hage Geingob zum Kabinettssekretär erhoben.